# Poecilasthena balioloma
Poecilasthena balioloma är en fjärilsart som beskrevs av Turner 1907. Poecilasthena balioloma ingår i släktet Poecilasthena och familjen mätare. Inga underarter finns listade i Catalogue of Life.